# Загороднюк, Витольд Трофимович
Вито́льд Трофи́мович Загородню́к (16 марта 1927 — 9 ноября 2001) — российский инженер, доктор технических наук.
Профессор (1975), заслуженный деятель науки и техники РСФСР (1988), академик Академии электротехнических наук (1993), действительный член МАИ (1994), Почётный академик Академии наук Высшей школы (1997), Почётный работник высшего образования России (1995).
Внёс значительный вклад в развитие робототехники и мехатроники в СССР.

## Биография
Родился 16 марта, 1927 года в селе Гуляевка Любашёвского района Одесской области. В семье сельского старосты Трофима Загороднюка он был старшим сыном. Имел двух братьев и сестру. После него В 1952 году поступил в Новочеркасский политехнический институт. После окончания НПИ по специальности «Горная электромеханика» остался там работать как преподаватель и исследователь. В 1965—1968 — декан факультета механизации и автоматизации горных и строительных работ. В 1978—1983 — декан факультета робототехники. С 1970 года и до конца жизни — заведующий кафедрой «Автоматизация производства, робототехника и мехатроника».
В 1999 году врачи поставили диагноз «рак кишечника». 9 ноября 2001 года его не стало. Был похоронен на Старом городском кладбище, в Новочеркасске.

## Научная деятельность
Развивал теорию и практику информационных и управляющих систем мобильных робототехнических комплексов и мехатронных систем. Занимался теоретическими исследованиями лазерного излучения в качестве информационных каналов связи, разработке мехатронных устройств, теории оптимального управления. Особое значение для горно-добывающей промышленности имеют его фундаментальные работы по распространению лазерного излучения в рудничной атмосфере.
Разработал первые в мире лазерные системы автоматического контроля проходческих щитов, радиосистемы управления промышленными электровозами, ультразвуковые приборы первичной обработки информации.
В. Т. Загороднюком создана новочеркасская научная школа робототехники и мехатроники. Под его руководством подготовлены 4 доктора и 44 кандидата наук. Автор 314 научных работ, в том числе 5 монографий и 19 учебных пособий и брошюр. Имел 115 патентов и авторских свидетельств.

### Основные монографии
- Лазерная оперативная связь с промышленными объектами. Витольд Трофимович Загороднюк, Дмитрий Яковлевич Паршин. Связь, 1979 — Всего страниц: 102
- Строительная робототехника [Текст] / В. Т. Загороднюк, Д. Я. Паршин. — Москва : Стройиздат, 1990. — 271 с
- «Robotics» (англ. яз., изд-во «Мир» 1993)

## Награды
- Орден Почёта РФ
- Медаль «За доблестный труд»
- Медаль «За трудовую доблесть»
- Знаки «Шахтёрская слава» II и III степени
- Знак «Изобретатель СССР»
- 4 медали ВДНХ СССР